# مکسی جز
مکسی جز (انگلیسی: Maxi Jazz; ۱۴ ژوئن ۱۹۵۷ – ۲۳ دسامبر ۲۰۲۲) خواننده رپ، و موسیقی‌دان اهل بریتانیا بود. وی بین سال‌های ۱۹۸۲ تا ۲۰۲۲ میلادی فعالیت می‌کرد.